# Mathias Lessort
Mathias Michel Lessort (Fort-de-France, 29 de setembro de 1995) é um jogador de basquete francês.

## Início da vida
Nascido no departamento ultramarino francês da Martinica e criado em Le Morne-Vert até os 15 anos, Lessort juntou-se às categorias de base do Élan Chalon em 2010 e venceu o campeonato nacional francês com a equipe de cadetes de Chalon em 2012 e 2013 e com sua equipe de desenvolvimento ("Espoirs") em 2013. Ele também ajudou Chalon a vencer o Trophée du Futur de 2013.

## Carreira
Lessort recebeu seu primeiro contrato profissional do clube em junho de 2014 e fez sua estreia na primeira divisão francesa Pro A durante a temporada 2014-15. Antes de se tornar profissional, ele havia considerado se matricular em uma universidade nos Estados Unidos e estava em contato com Gonzaga e North Carolina State.
Ele participou de 23 jogos como novato, contribuindo com 2,0 pontos por jogo, enquanto pegava 2,0 rebotes por jogo. Em 2015-16, ele registrou seus primeiros minutos em uma competição europeia de clubes, a Copa da Europa FIBA.
Em abril de 2016, ele se declarou para o draft da NBA, mas depois desistiu. Em 1º de junho de 2016, ele se juntou ao JSF Nanterre da Pro A francesa em um contrato de três anos. Em abril de 2017, Lessort venceu a Copa da França de Basquete e os campeonatos da Copa da Europa da FIBA com o Nanterre.
Em 11 de agosto de 2017, Lessort assinou um contrato de três anos com o clube sérvio Crvena zvezda. Ele jogou lá apenas na temporada 2017-18, antes de assinar com o Unicaja, da ACB espanhola, em julho de 2018.
Lessort passou a temporada 2019-20 na Alemanha com o Bayern de Munique. Em 27 de junho de 2023, Lessort assinou um contrato de dois anos com a potência grega Panathinaikos. Em 29 de fevereiro de 2024, em uma vitória por 97–86 contra o Real Madrid, Lessort estabeleceu seu recorde de carreira na EuroLeague de 26 pontos, juntamente com 7 rebotes e 4 assistências. Em 26 de maio de 2024, Lessort ajudou o Panathinaikos a ganhar seu sétimo título da EuroLeague marcando 17 pontos e registrando 6 rebotes em uma vitória por 95–80 sobre o Real Madrid na final.
Lessort foi convocado na segunda rodada como a 50ª escolha no draft da NBA de 2017 pelo Philadelphia 76ers. Em julho de 2019, seus direitos de draft foram negociados com o Los Angeles Clippers como parte de uma troca de quatro equipes. Em 19 de novembro de 2020, seus direitos de draft foram negociados com o Minnesota Timberwolves. Os direitos de draft de Lessort foram negociados novamente, para o New York Knicks, em 20 de novembro.
Ele representou a França no Campeonato Europeu Sub-20 de 2014 e 2015. Em 2015, ele teve uma média de 4,1 pontos e 5,1 rebotes a caminho de uma aparição na semifinal. Como membro da seleção masculina francesa, ele conquistou uma medalha de bronze na Copa do Mundo de 2019. Nos Jogos Olímpicos de Verão de 2024, em Paris, conquistou a medalha de prata no torneio masculino do basquetebol, após confronto na final contra a equipe dos Estados Unidos.